# David Arigbabu
David Arigbabu (Hannover, 1 juli 1975) is een Duits voormalig basketballer. 

## Carrière
Arigbabu speelde zijn eerste profjaren voor SG Braunschweig voordat hij naar Amerika trok en collegebasketbal ging spelen voor Rhode Island Rams. Na vier jaar en niet gedraft te zijn keerde hij terug naar Europa en ging hij spelen voor het Italiaanse Müller Verona. Hij speelde er anderhalf seizoen voordat hij verkaste naar het Griekse Apollon Patras. Van 2001 tot 2002 speelde hij voor TSK Bamberg en het seizoen erop voor het Italiaanse Orlandina Basket.
Van 2003 tot 2004 speelde Arigbabu voor het Belgische RB Antwerpen en daarna nog kort voor Basket Groot Leuven. Hij keerde terug naar Duitsland, waar hij eerst bij 1. FC Kaiserslautern en daarna bij UBC Hannover Tigers speelde.

## Privéleven
Zijn broer Stephen Arigbabu was ook een profbasketballer.